# 持性院
持性院（じせいいん）は、徳島県三好市にある真言宗御室派の寺院である。山号は光明山。本尊は十一面観音。新四国曼荼羅霊場62番札所。阿波秘境七福神（寿老人）。

## 歴史
創建年は不詳。明治初年の「三好郡史」によると、宇多天皇代（1274年-1287年）に持性院の三重塔が有名であり、弘治2年10月3日に三重塔が火災で焼失したと記載があるため、創建は文永年間（1264年-1274年）よりも以前だと思われる。
阿波秘境七福神のひとつで、寿老人を安置している。また新四国曼荼羅霊場の62番札所である。

## 前後の札所
新四国曼荼羅霊場
61番 定福寺 ---- 62番 持性院 ---- 63番 長福寺

## 交通案内
- 四国旅客鉄道（JR四国）土讃線 大歩危駅より徒歩約50分、または車で約15分。